# Petr Piťha
Petr Piťha, né le 26 mars 1938 à Prague, est un prêtre, enseignant, théologien et homme politique tchèque.